# Сазонов, Иван Терентьевич
Иван Терентьевич Сазонов (1755, Тамбовская губерния — 9 марта 1823 года, с. Малая Талинка, Тамбовский уезд) — шеф Невского пехотного полка, командир 14-й пехотной дивизии, генерал-лейтенант, дворянин.

## Биография
| Дата       | Звание            |
| ---------- | ----------------- |
| 13.10.1770 | Рядовой           |
| 01.01.1772 | Прапорщик         |
| 1778       | Поручик           |
|            | Премьер-майор     |
|            | Подполковник      |
| 17.02.1803 | Генерал-майор     |
| 18.10.1812 | Генерал-лейтенант |

Иван Терентьевич родился в 1755 году в Тамбовской губернии. Его отец — подполковник Терентий Сазонов происходил из древнего дворянского рода Сазоновых Тамбовской губернии.

### Первые военные компании (1770—1796)
13 октября 1770 года записан рядовым в Орловский пехотный полк и в 16 лет был участником Крымского похода.
Принял участие в завершавшейся русско-турецкой войне 1768—1774 годов
В 1775 году на Северном Кавказе ходил с полком за Кубань.
В 1778 году вернулся из похода, а в 1782 году перевёлся в Лейб-гренадерский полк поручиком.
Командуя батальоном этого полка, сражался со шведами в 1788—1790 гг. и как «отлично-храбрый и неустрашимый офицер» был удостоен погон премьер-майора, а по окончании кампании был произведён в чин подполковника.
До смерти Екатерины II квартировал с полком Петербурге.

### Гражданская жизнь (1796—1801)
Будучи отстранённым от службы при императоре Павле I, Сазонов занимался благоустройством своего тамбовского имения в селе Малая Талинка.
Старое деревянное здание храма он передал в село Калаис, а на том же месте построил новую каменную церковь во имя Покрова Пресвятой Богородицы.
Позже возле храма появился семейный некрополь Сазоновых.

### Служба при Александре I (1801—1823)
С воцарением Александра I Сазонов вернулся на действительную службу.
В 1801 году он назначен шефом Тамбовского гарнизонного батальона.
17 февраля 1803 года назначен шефом Невского пехотного полка, направленного для несения службы к западным рубежам страны. Полк находился в резерве и не принимал участия в кампаниях 1806—1807 годов
В войне со Швецией 1808—1809 годов полк отличился в пятичасовом сражении у мызы Лемо со шведским десантом, сбросив его в море. В 1808 году за блестящие военные успехи Сазонов был отмечен земельными наделами в Тамбовской губернии (1000 десятин). В 1809 году в зимней экспедиции на Аландские острова по льду и снегу Сазонов командовал третьей колонной корпуса П. И. Багратиона. За новые заслуги получил в награду ещё 932 десятины тамбовского леса и арендное имение на 12 лет в Гродненской губернии.
19 сентября 1810 года назначен начальником 14-й пехотной дивизии.
Во время Отечественной войны 1812 года 14-я пехотная дивизия, которой командовал Сазонов, входила в состав 1-го пехотного (отделенного) корпуса П. Х. Витгенштейна. Сазонов отличился в битве под Клястицами, в бою при Погорище на берегу реки Свольны, в сражении близ Полоцка и сражении под Чашниками.
В конце октября 1812 года Сазонов серьёзно заболел. 1 января 1813 года снят с дивизионных начальников с определением состоять по армии и был исключен из её рядов лишь после кончины.
Умер И. Т. Сазонов 9 марта 1823 года в своём имении в селе Малая Талинка Тамбовского уезда.

## Награды
- Орден Святой Анны 1-й степени.
- Орден Святого Владимира 2-й степени бол. кр. за штурм Полоцка.
- Орден Святого Георгия 4-го класса (26 ноября 1802 года) «За беспорочную выслугу 25 лет в офицерских чинах.»
- Золотая шпага «за храбрость» с алмазами за Бой под Чашниками.

## Семья
Супруга: ум. до 1811
Дети:
- Николай
- Пётр
- Михаил
- Елизавета
- Мария — замужем за генерал-майором, предводителем дворянства Тамбовской губернии Устином Ивановичем Араповым.